# Movimiento Panafricano de Burkina Faso
El Movimiento Panafricano (MP), es una organización política de Burkina Faso, basado en la idea de cooperación mutua entre los estados africanos. Es un proyecto federalista que adopta algunas tendencias provenientes del Sankarismo. 
Opositores a Blaise Compaoré, en las elecciones de presidenciales de 2010 apoyaron la candidatura presidencial de Boukary Kaboré, quien logró un cuarto lugar con un 2,31%.
En las elecciones legislativas de 2012 no lograron representación parlamentaria.